# Tour d'Italie 2002
Le Tour d'Italie 2002 est la 85e édition du Tour d'Italie, qui s'est élancée de la commune néerlandaise de Groningue le 11 mai, et est arrivée le 2 juin à Milan. Cette 85e édition est remporté par l'Italien Paolo Savoldelli devant l'Américain Tyler Hamilton et l'Italien Pietro Caucchioli.

## Parcours
Bien que sa distance totale (près de 3 358 kilomètres) soit la plus faible depuis le Tour d'Italie 1979 (3 301 km), ce Giro fut le plus long des trois grands Tours de l'année (le Tour de France et le Tour d'Espagne étant longs respectivement de 3 276 et 3 134 kilomètres).
Après un prologue dans la commune néerlandaise de Groningue, le peloton fit étape durant la première semaine en Allemagne, en Belgique, au Luxembourg puis en France. Ces visites atypiques chez les pays signataires du Traité de Paris en 1951, instituant la CECA, marquaient la volonté des organisateurs de saluer le cinquantenaire de cette dernière et le passage à l'euro. Ces étapes de plaine semblaient réservées aux sprinters, à l'exception de l'étape arrivant à Ans, qui empruntait durant ses derniers kilomètres un itinéraire analogue au parcours final de la doyenne des classiques, Liège-Bastogne-Liège.
De retour en Italie, le peloton bénéficia d'une journée de repos après le transfert depuis Strasbourg, pour reprendre ensuite un parcours qui le conduisit vers le sud, jusqu'en Campanie,avant de remonter vers Milan.
Les premières difficultés vinrent dès ce nouveau départ dans le Piémont, avec l'arrivée à Limone Piemonte à 1 400 mètres d'altitude (5e étape) et la montée du Bric Berton (6e étape). Suivirent trois étapes au parcours légèrement accidenté et une étape de plaine, amenant les coureurs à Bénévent. Le lendemain, 23 mai, le Giro amorçait son retour vers le nord du pays, avec la redoutable ascension vers Campitello Matese à 1 430 mètres d'altitude (11e étape) et deux étapes à travers les Apennins. Le premier contre-la-montre emprunta un circuit de 30 kilomètres autour de Numana, sur la côte Adriatique (14e étape).
Après une deuxième journée de repos et une étape dans la plaine de Vénétie, le parcours traversa les Dolomites, empruntant ses ascensions mythiques (Passo Staulanza, Passo Pordoi, Passo Campolongo, Passo Fedaia), et arriva à Folgaria, par le Passo Coe (17e étape).
Ce 85e Tour d'Italie s'acheva par une nouvelle épreuve chronométrée de 43 kilomètres en Lombardie, puis une dernière étape se concluant par le traditionnel circuit à Milan.

## Équipes
Un total de 21 équipes participent à cette édition du Tour d'Italie. 15 de ces équipes sont issues de la première division mondiale, les Groupes Sportifs 1, les six dernières des Groupes Sportifs II. On retrouve douze équipes Italiennes, trois équipes allemandes, deux équipes belges, et une néerlandaise, une danoise, une Suisse et une espagnole.
| Groupes sportifs I (15)- Acqua & Sapone-Cantina Tollo - Fassa Bortolo - Gerolsteiner - Index-Alexia Alluminio - Kelme-Costa Blanca - Lampre-Daikin - Lotto-Adecco - Mapei-Quick Step - Mercatone Uno - Phonak Hearing Systems - Rabobank - Tacconi Sport - Team Coast - CSC-Tiscali - Telekom Groupes sportifs II (6)- Alessio - Colombia-Selle Italia - Formaggi Trentini - Landbouwkrediet-Colnago - Panaria-Fiordo - Colpack-Astro |
| |

## Déroulement de la course

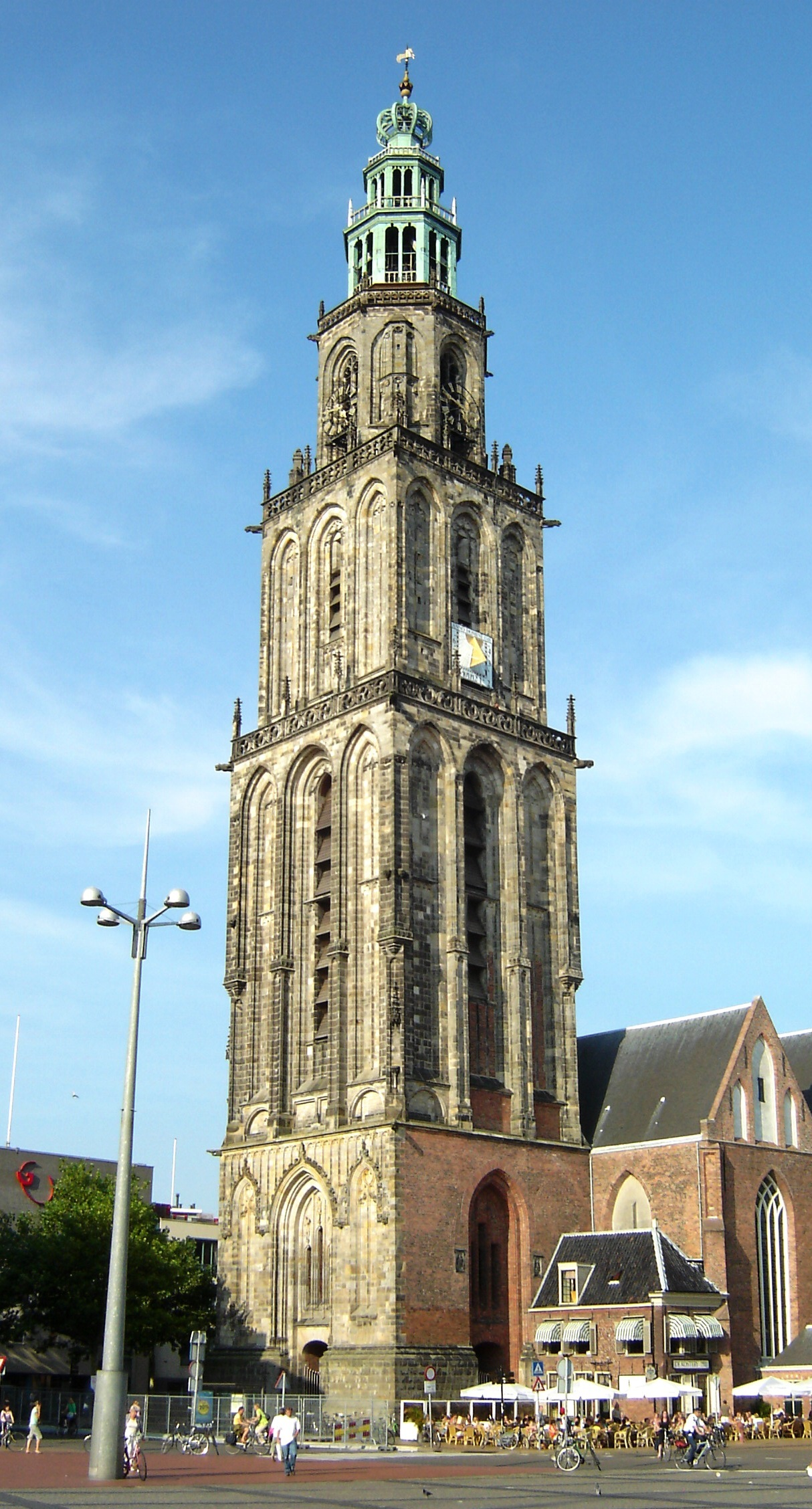
La Tour Martini, sur la Grand-Place de Groningue.

Les cinq derniers vainqueurs de l'épreuve étaient présents au départ. Gilberto Simoni et Stefano Garzelli, qui ont triomphé lors des deux précédentes éditions, partaient favoris. Ivan Gotti, Pavel Tonkov faisaient plutôt figure d'outsiders, tandis que Marco Pantani, qui fut mis en cause à la suite du blitz du Tour d'Italie 2001 et n'avait plus gagné depuis l'étape de Courchevel du Tour 2000, suscitait les interrogations. On comptait également parmi les favoris Dario Frigo, vainqueur d'une étape de Paris-Nice en début de saison et du Tour de Romandie la semaine précédente, Francesco Casagrande (deuxième en 2000) et Tyler Hamilton,. Fernando Escartín, Paolo Savoldelli, Rik Verbrugghe, Serhiy Honchar ou Michael Boogerd étaient considérés comme des outsiders. Les sprinters Mario Cipollini, Robbie McEwen, Danilo Hondo, Massimo Strazzer, Robert Hunter devaient se disputer les étapes de plaine et le maillot cyclamen du classement par points.
Le prologue, long de 6,5 kilomètres et dont le départ était donné sur la Grand-Place de Groningue, fut remporté par l'Espagnol Juan Carlos Domínguez, avec une seconde d'avance sur le vainqueur du prologue l'année précédente, le Belge Rik Verbrugghe. Paolo Savoldelli complétait le podium, tandis que les favoris, dont Tyler Hamilton qui chuta, se tenaient à moins de quarante secondes.
Mario Cipollini s'imposa le lendemain en Allemagne, devançant les Australiens Graeme Brown et Robbie McEwen. Alors que plusieurs favoris furent retardés par une chute (qui provoqua également l'abandon de Michele Bartoli), le sprinter italien s'empara du maillot rose. Ce dernier changea de propriétaire dès le lendemain. Stefano Garzelli, emmené dans les derniers hectomètres par son coéquipier de la Mapei Cadel Evans, règla au sprint un groupe d'une vingtaine de coureurs, après une fin d'étape identique au Liège-Bastogne-Liège dont il avait pris la deuxième place le mois précédent, derrière son coéquipier Paolo Bettini. L'escapade européenne du Giro se poursuivit avec une nouvelle victoire au sprint de Cipollini, parfaitement guidé par Giovanni Lombardi à Esch-sur-Alzette (devant Strazzer et Hondo), puis, s'acheva, sur le Quai des Alpes à Strasbourg, par un duel McEwen-Cipollini qui tourna de peu l'avantage du sprinter australien de l'équipe Lotto-Adecco. Tandis que les deux « oranges » de la Panaria, Enrico Degano et Graeme Brown, se plaçaient troisième et quatrième, Cipollini consolidaient la première place au classement par points qu'il ne quitta plus jusqu'à Milan.

## Affaires de dopage
Vainqueur de la deuxième étape à Ans, lieu traditionnel d'arrivée de la Doyenne, où il avait pris la deuxième place derrière son leader Bettini quelques jours auparavant, Stefano Garzelli remporte également la cinquième étape, jugée sur les pentes du col de Tende, à Limone Piemonte, avant d'être contrôlé positif et exclu de la course au soir de la dixième étape.

## Étapes
| Étape     | Date   | Villes étapes                 | type                        | Distance (km) | Dénivelé (m) | Vainqueur d'étape          | Leader du classement général |
| --------- | ------ | ----------------------------- | --------------------------- | ------------- | ------------ | -------------------------- | ---------------------------- |
| Prologue  | 11 mai | Groningue – Groningue         | contre-la-montre individuel | 6,5           | 21 m         | Juan Carlos Domínguez      | Juan Carlos Domínguez        |
| 1re étape | 12 mai | Groningue – Münster           | étape de plaine             | 215           | 452 m        | Mario Cipollini            | Mario Cipollini              |
| 2e étape  | 13 mai | Cologne – Ans                 | étape de moyenne montagne   | 209           | 2 677 m      | Stefano Garzelli           | Stefano Garzelli             |
| 3e étape  | 14 mai | Verviers – Esch-sur-Alzette   | étape vallonnée             | 206           | 2 516 m      | Mario Cipollini            | Stefano Garzelli             |
| 4e étape  | 15 mai | Esch-sur-Alzette – Strasbourg | étape vallonnée             | 232           | 1 668 m      | Robbie McEwen              | Stefano Garzelli             |
| 5e étape  | 16 mai | Fossano – Limone Piemonte     | étape de montagne           | 150           | 1 825 m      | Stefano Garzelli           | Stefano Garzelli             |
| 6e étape  | 17 mai | Coni – Varazze                | étape de moyenne montagne   | 190           | 2 357 m      | Giovanni Lombardi          | Jens Heppner                 |
|           | 18 mai | Jour de repos                 | Jour de repos               |               |              |                            |                              |
| 7e étape  | 19 mai | Viareggio – Lido di Camaiore  | étape de plaine             | 159           | 1 235 m      | Rik Verbrugghe             | Jens Heppner                 |
| 8e étape  | 20 mai | Capannori – Orvieto           | étape de moyenne montagne   | 237           | 2 328 m      | Aitor González             | Jens Heppner                 |
| 9e étape  | 21 mai | Tivoli – Caserte              | étape de plaine             | 201           | 1 546 m      | Mario Cipollini            | Jens Heppner                 |
| 10e étape | 22 mai | Maddaloni – Bénévent          | étape vallonnée             | 118           | 1 570 m      | Robbie McEwen              | Jens Heppner                 |
| 11e étape | 23 mai | Bénévent – Campitello Matese  | étape de montagne           | 140           | 2 864 m      | Gilberto Simoni            | Jens Heppner                 |
| 12e étape | 24 mai | Campobasso – Chieti           | étape de montagne           | 200           | 3 389 m      | Denis Lunghi               | Jens Heppner                 |
| 13e étape | 25 mai | Chieti – San Giacomo          | étape de montagne           | 190           | 3 486 m      | Julio Alberto Pérez Cuapio | Jens Heppner                 |
| 14e étape | 26 mai | Numana – Numana               | contre-la-montre individuel | 30,3          | 471 m        | Tyler Hamilton             | Jens Heppner                 |
|           | 27 mai | Jour de repos                 | Jour de repos               |               |              |                            |                              |
| 15e étape | 28 mai | Terme Euganee – Conegliano    | étape de plaine             | 156           | 540 m        | Mario Cipollini            | Jens Heppner                 |
| 16e étape | 29 mai | Conegliano – Corvara in Badia | étape de montagne           | 163           | 4 671 m      | Julio Alberto Pérez Cuapio | Cadel Evans                  |
| 17e étape | 30 mai | Corvara in Badia – Passo Coe  | étape de montagne           | 222           | 4 962 m      | Pavel Tonkov               | Paolo Savoldelli             |
| 18e étape | 31 mai | Rovereto – Brescia            | étape vallonnée             | 143           | 1 913 m      | Mario Cipollini            | Paolo Savoldelli             |
| 19e étape | 1 juin | Cambiago – Monticello Brianza | contre-la-montre individuel | 44,3          | 364 m        | Aitor González             | Paolo Savoldelli             |
| 20e étape | 2 juin | Cantù – Milan                 | étape de plaine             | 12            | 419 m        | Mario Cipollini            | Paolo Savoldelli             |

## Classements finals

### Classement général final
| \| Classement général \| Classement général \| Classement général \| Classement général \| Classement général \| \| Coureur \| Coureur \| Pays \| Équipe \| Temps \| \| ------------------ \| -------------------------- \| ------------------ \| ---------------------------- \| ------------------ \| \| 1er \| Paolo Savoldelli \| Italie \| Index-Alexia Alluminio \| 89 h 22 min 42 s \| \| 2e \| Tyler Hamilton \| États-Unis \| CSC-Tiscali \| + 1 min 41 s \| \| 3e \| Pietro Caucchioli \| Italie \| Alessio \| + 2 min 12 s \| \| 4e \| Juan Manuel Gárate \| Espagne \| Lampre-Daikin \| + 3 min 14 s \| \| 5e \| Pavel Tonkov \| Russie \| Lampre-Daikin \| + 5 min 34 s \| \| 6e \| Aitor González \| Espagne \| Kelme-Costa Blanca \| + 6 min 56 s \| \| 7e \| Georg Totschnig \| Autriche \| Gerolsteiner \| + 7 min 02 s \| \| 8e \| Fernando Escartín \| Espagne \| Team Coast \| + 7 min 07 s \| \| 9e \| Rik Verbrugghe \| Belgique \| Lotto-Adecco \| + 9 min 36 s \| \| 10e \| Dario Frigo \| Italie \| Tacconi Sport \| + 11 min 50 s \| \| 11e \| Óscar Pereiro \| Espagne \| Phonak Hearing Systems \| + 12 min 49 s \| \| 12e \| Yaroslav Popovych \| Ukraine \| Landbouwkrediet-Colnago \| + 14 min 50 s \| \| 13e \| Ivan Gotti \| Italie \| Alessio \| + 15 min 17 s \| \| 14e \| Cadel Evans \| Australie \| Mapei-Quick Step \| + 16 min 25 s \| \| 15e \| Eddy Mazzoleni \| Italie \| Tacconi Sport \| + 17 min 23 s \| \| 16e \| Franco Pellizotti \| Italie \| Alessio \| + 17 min 32 s \| \| 17e \| Michael Boogerd \| Pays-Bas \| Rabobank \| + 19 min 28 s \| \| 18e \| Michele Scarponi \| Italie \| Acqua & Sapone-Cantina Tollo \| + 22 min 04 s \| \| 19e \| Julio Alberto Pérez Cuapio \| Mexique \| Ceramica Panaria-Fiordo \| + 22 min 15 s \| \| 20e \| Andrea Noè \| Italie \| Mapei-Quick Step \| + 23 min 54 s \| \| 21e \| Gianni Faresin \| Italie \| Gerolsteiner \| + 24 min 21 s \| \| 22e \| Grischa Niermann \| Allemagne \| Rabobank \| + 25 min 33 s \| \| 23e \| Serhiy Honchar \| Ukraine \| Fassa Bortolo \| + 25 min 59 s \| \| 24e \| Addy Engels \| Pays-Bas \| Rabobank \| + 26 min 24 s \| \| 25e \| Matthias Kessler \| Allemagne \| Telekom \| + 27 min 30 s \| |                            |            |                              |                  |
| |                            |            |                              |                  |
| |                            |            |                              |                  |
| Classement général |                            |            |                              |                  |
| Coureur | Coureur                    | Pays       | Équipe                       | Temps            |
| 1er | Paolo Savoldelli           | Italie     | Index-Alexia Alluminio       | 89 h 22 min 42 s |
| 2e | Tyler Hamilton             | États-Unis | CSC-Tiscali                  | + 1 min 41 s     |
| 3e | Pietro Caucchioli          | Italie     | Alessio                      | + 2 min 12 s     |
| 4e | Juan Manuel Gárate         | Espagne    | Lampre-Daikin                | + 3 min 14 s     |
| 5e | Pavel Tonkov               | Russie     | Lampre-Daikin                | + 5 min 34 s     |
| 6e | Aitor González             | Espagne    | Kelme-Costa Blanca           | + 6 min 56 s     |
| 7e | Georg Totschnig            | Autriche   | Gerolsteiner                 | + 7 min 02 s     |
| 8e | Fernando Escartín          | Espagne    | Team Coast                   | + 7 min 07 s     |
| 9e | Rik Verbrugghe             | Belgique   | Lotto-Adecco                 | + 9 min 36 s     |
| 10e | Dario Frigo                | Italie     | Tacconi Sport                | + 11 min 50 s    |
| 11e | Óscar Pereiro              | Espagne    | Phonak Hearing Systems       | + 12 min 49 s    |
| 12e | Yaroslav Popovych          | Ukraine    | Landbouwkrediet-Colnago      | + 14 min 50 s    |
| 13e | Ivan Gotti                 | Italie     | Alessio                      | + 15 min 17 s    |
| 14e | Cadel Evans                | Australie  | Mapei-Quick Step             | + 16 min 25 s    |
| 15e | Eddy Mazzoleni             | Italie     | Tacconi Sport                | + 17 min 23 s    |
| 16e | Franco Pellizotti          | Italie     | Alessio                      | + 17 min 32 s    |
| 17e | Michael Boogerd            | Pays-Bas   | Rabobank                     | + 19 min 28 s    |
| 18e | Michele Scarponi           | Italie     | Acqua & Sapone-Cantina Tollo | + 22 min 04 s    |
| 19e | Julio Alberto Pérez Cuapio | Mexique    | Ceramica Panaria-Fiordo      | + 22 min 15 s    |
| 20e | Andrea Noè                 | Italie     | Mapei-Quick Step             | + 23 min 54 s    |
| 21e | Gianni Faresin             | Italie     | Gerolsteiner                 | + 24 min 21 s    |
| 22e | Grischa Niermann           | Allemagne  | Rabobank                     | + 25 min 33 s    |
| 23e | Serhiy Honchar             | Ukraine    | Fassa Bortolo                | + 25 min 59 s    |
| 24e | Addy Engels                | Pays-Bas   | Rabobank                     | + 26 min 24 s    |
| 25e | Matthias Kessler           | Allemagne  | Telekom                      | + 27 min 30 s    |

### Classements annexes finals
| Classement par points | Classement par points | Classement par points | Classement par points        | Classement par points |
| Coureur               | Coureur               | Pays                  | Équipe                       | Points                |
| --------------------- | --------------------- | --------------------- | ---------------------------- | --------------------- |
| 1er                   | Mario Cipollini       | Italie                | Acqua & Sapone-Cantina Tollo | 184 pts               |
| 2e                    | Massimo Strazzer      | Italie                | Phonak Hearing Systems       | 166 pts               |
| 3e                    | Aitor González        | Espagne               | Kelme-Costa Blanca           | 106 pts               |
| 4e                    | Alessandro Petacchi   | Italie                | Fassa Bortolo                | 101 pts               |
| 5e                    | Tyler Hamilton        | États-Unis            | CSC-Tiscali                  | 86 pts                |
| 6e                    | Mikhaylo Khalilov     | Ukraine               | Colombia-Selle Italia        | 85 pts                |
| 7e                    | Paolo Savoldelli      | Italie                | Index-Alexia Alluminio       | 80 pts                |
| 8e                    | Cristian Moreni       | Italie                | Alessio                      | 79 pts                |
| 9e                    | Dario Frigo           | Italie                | Tacconi Sport                | 74 pts                |
| 10e                   | Juan Manuel Gárate    | Espagne               | Lampre-Daikin                | 70 pts                |

| Classement par points | Classement par points | Classement par points | Classement par points        | Classement par points |
| Coureur               | Coureur               | Pays                  | Équipe                       | Points                |
| --------------------- | --------------------- | --------------------- | ---------------------------- | --------------------- |
| 1er                   | Mario Cipollini       | Italie                | Acqua & Sapone-Cantina Tollo | 184 pts               |
| 2e                    | Massimo Strazzer      | Italie                | Phonak Hearing Systems       | 166 pts               |
| 3e                    | Aitor González        | Espagne               | Kelme-Costa Blanca           | 106 pts               |
| 4e                    | Alessandro Petacchi   | Italie                | Fassa Bortolo                | 101 pts               |
| 5e                    | Tyler Hamilton        | États-Unis            | CSC-Tiscali                  | 86 pts                |
| 6e                    | Mikhaylo Khalilov     | Ukraine               | Colombia-Selle Italia        | 85 pts                |
| 7e                    | Paolo Savoldelli      | Italie                | Index-Alexia Alluminio       | 80 pts                |
| 8e                    | Cristian Moreni       | Italie                | Alessio                      | 79 pts                |
| 9e                    | Dario Frigo           | Italie                | Tacconi Sport                | 74 pts                |
| 10e                   | Juan Manuel Gárate    | Espagne               | Lampre-Daikin                | 70 pts                |

| Classement de la montagne | Classement de la montagne  | Classement de la montagne | Classement de la montagne | Classement de la montagne |
| Coureur                   | Coureur                    | Pays                      | Équipe                    | Points                    |
| ------------------------- | -------------------------- | ------------------------- | ------------------------- | ------------------------- |
| 1er                       | Julio Alberto Pérez Cuapio | Mexique                   | Ceramica Panaria-Fiordo   | 69 pts                    |
| 2e                        | José Castelblanco          | Colombie                  | Colombia-Selle Italia     | 33 pts                    |
| 3e                        | Pavel Tonkov               | Russie                    | Lampre-Daikin             | 25 pts                    |
| 4e                        | Daniele De Paoli           | Italie                    | Alessio                   | 22 pts                    |
| 5e                        | Sergio Barbero             | Italie                    | Lampre-Daikin             | 20 pts                    |
| 6e                        | Dario Frigo                | Italie                    | Tacconi Sport             | 20 pts                    |
| 7e                        | Pietro Caucchioli          | Italie                    | Alessio                   | 19 pts                    |
| 8e                        | Ruber Marín                | Colombie                  | Colombia-Selle Italia     | 18 pts                    |
| 9e                        | Paolo Savoldelli           | Italie                    | Index-Alexia Alluminio    | 18 pts                    |
| 10e                       | Cadel Evans                | Australie                 | Mapei-Quick Step          | 15 pts                    |

| Classement de la montagne | Classement de la montagne  | Classement de la montagne | Classement de la montagne | Classement de la montagne |
| Coureur                   | Coureur                    | Pays                      | Équipe                    | Points                    |
| ------------------------- | -------------------------- | ------------------------- | ------------------------- | ------------------------- |
| 1er                       | Julio Alberto Pérez Cuapio | Mexique                   | Ceramica Panaria-Fiordo   | 69 pts                    |
| 2e                        | José Castelblanco          | Colombie                  | Colombia-Selle Italia     | 33 pts                    |
| 3e                        | Pavel Tonkov               | Russie                    | Lampre-Daikin             | 25 pts                    |
| 4e                        | Daniele De Paoli           | Italie                    | Alessio                   | 22 pts                    |
| 5e                        | Sergio Barbero             | Italie                    | Lampre-Daikin             | 20 pts                    |
| 6e                        | Dario Frigo                | Italie                    | Tacconi Sport             | 20 pts                    |
| 7e                        | Pietro Caucchioli          | Italie                    | Alessio                   | 19 pts                    |
| 8e                        | Ruber Marín                | Colombie                  | Colombia-Selle Italia     | 18 pts                    |
| 9e                        | Paolo Savoldelli           | Italie                    | Index-Alexia Alluminio    | 18 pts                    |
| 10e                       | Cadel Evans                | Australie                 | Mapei-Quick Step          | 15 pts                    |

| Classement par équipes | Classement par équipes | Classement par équipes | Classement par équipes |
| Équipe                 | Équipe                 | Pays                   | Temps                  |
| ---------------------- | ---------------------- | ---------------------- | ---------------------- |
| 1re                    | Alessio                | Italie                 | 267 h 57 min 29 s      |
| 2e                     | Lampre-Daikin          | Italie                 | + 30 min 10 s          |
| 3e                     | Rabobank               | Pays-Bas               | + 40 min 12 s          |
| 4e                     | CSC-Tiscali            | Danemark               | + 42 min 03 s          |
| 5e                     | Mapei-Quick Step       | Belgique               | + 45 min 55 s          |
| 6e                     | Tacconi Sport          | Italie                 | + 45 min 55 s          |
| 7e                     | Kelme-Costa Blanca     | Espagne                | + 58 min 00 s          |
| 8e                     | Gerolsteiner           | Allemagne              | + 1 h 16 min 29 s      |
| 9e                     | Colombia-Selle Italia  | Colombie               | + 1 h 35 min 57 s      |
| 10e                    | Fassa Bortolo          | Italie                 | + 1 h 47 min 08 s      |

| Classement par équipes | Classement par équipes | Classement par équipes | Classement par équipes |
| Équipe                 | Équipe                 | Pays                   | Temps                  |
| ---------------------- | ---------------------- | ---------------------- | ---------------------- |
| 1re                    | Alessio                | Italie                 | 267 h 57 min 29 s      |
| 2e                     | Lampre-Daikin          | Italie                 | + 30 min 10 s          |
| 3e                     | Rabobank               | Pays-Bas               | + 40 min 12 s          |
| 4e                     | CSC-Tiscali            | Danemark               | + 42 min 03 s          |
| 5e                     | Mapei-Quick Step       | Belgique               | + 45 min 55 s          |
| 6e                     | Tacconi Sport          | Italie                 | + 45 min 55 s          |
| 7e                     | Kelme-Costa Blanca     | Espagne                | + 58 min 00 s          |
| 8e                     | Gerolsteiner           | Allemagne              | + 1 h 16 min 29 s      |
| 9e                     | Colombia-Selle Italia  | Colombie               | + 1 h 35 min 57 s      |
| 10e                    | Fassa Bortolo          | Italie                 | + 1 h 47 min 08 s      |

| Classement Intergiro | Classement Intergiro | Classement Intergiro | Classement Intergiro  | Classement Intergiro |
|                      | Coureur              | Pays                 | Équipe                | Temps                |
| -------------------- | -------------------- | -------------------- | --------------------- | -------------------- |
| 1er                  | Massimo Strazzer     | Italie               | Phonak                | en 55 h 05 min 46 s  |
| 2e                   | Serhiy Honchar       | Ukraine              | Fassa Bortolo         | + 4 min 26 s         |
| 3e                   | Aitor González       | Espagne              | Kelme–Costa Blanca    | + 4 min 41 s         |
| 4e                   | Tyler Hamilton       | États-Unis           | CSC–Tiscali           | + 4 min 46 s         |
| 5e                   | Biagio Conte         | Italie               | Saeco–Longoni Sport   | + 4 min 55 s         |
| 6e                   | Mikhaylo Khalilov    | Ukraine              | Colombia–Selle Italia | + 5 min 04 s         |
| 7e                   | Mariano Piccoli      | Italie               | Lampre-Daikin         | + 5 min 24 s         |
| 8e                   | Alessandro Petacchi  | Italie               | Fassa Bortolo         | + 5 min 26 s         |
| 9e                   | Paolo Savoldelli     | Italie               | Index Alexia          | + 5 min 27 s         |
| 10e                  | Mario Cipollini      | Italie               | Acqua & Sapone        | + 5 min 36 s         |
| modifier             |                      |                      |                       |                      |

## Évolution des classements
Les cyclistes présents dans le tableau ci-dessous correspondent aux leaders des classements. Ils peuvent ne pas correspondre au porteur du maillot.
| Étape (Vainqueur)                    | Classement général    | Classement par point | Classement de la montagne  | Classement par équipes |
| ------------------------------------ | --------------------- | -------------------- | -------------------------- | ---------------------- |
| Prologue Juan Carlos Domínguez       | Juan Carlos Domínguez | non-décerné          | non-décerné                | non-décerné            |
| 1re étape Mario Cipollini            | Mario Cipollini       | Mario Cipollini      | non-décerné                | Phonak                 |
| 2e étape Stefano Garzelli            | Stefano Garzelli      | Mario Cipollini      | Francesco Casagrande       | Mapei                  |
| 3e étape Mario Cipollini             | Stefano Garzelli      | Mario Cipollini      | Francesco Casagrande       | Mapei                  |
| 4e étape Robbie McEwen               | Stefano Garzelli      | Mario Cipollini      | Francesco Casagrande       | Mapei                  |
| 5e étape Stefano Garzelli            | Stefano Garzelli      | Mario Cipollini      | Stefano Garzelli           | Mapei                  |
| 6e étape Giovanni Lombardi           | Jens Heppner          | Mario Cipollini      | Stefano Garzelli           | Kelme                  |
| 7e étape Rik Verbrugghe              | Jens Heppner          | Mario Cipollini      | Stefano Garzelli           | Kelme                  |
| 8e étape Aitor González              | Jens Heppner          | Massimo Strazzer     | Stefano Garzelli           | Kelme                  |
| 9e étape Mario Cipollini             | Jens Heppner          | Mario Cipollini      | Stefano Garzelli           | Kelme                  |
| 10e étape Robbie McEwen              | Jens Heppner          | Massimo Strazzer     | Ruggero Marzoli            | Kelme                  |
| 11e étape Gilberto Simoni            | Jens Heppner          | Massimo Strazzer     | Gilberto Simoni            | Kelme                  |
| 12e étape Denis Lunghi               | Jens Heppner          | Massimo Strazzer     | José Castelblanco          | Alessio                |
| 13e étape Julio Alberto Pérez Cuapio | Jens Heppner          | Massimo Strazzer     | Francesco Casagrande       | Alessio                |
| 14e étape Tyler Hamilton             | Jens Heppner          | Massimo Strazzer     | Francesco Casagrande       | Alessio                |
| 15e étape Mario Cipollini            | Jens Heppner          | Massimo Strazzer     | José Castelblanco          | Alessio                |
| 16e étape Julio Alberto Pérez Cuapio | Cadel Evans           | Massimo Strazzer     | Julio Alberto Pérez Cuapio | Alessio                |
| 17e étape Pavel Tonkov               | Paolo Savoldelli      | Massimo Strazzer     | Julio Alberto Pérez Cuapio | Alessio                |
| 18e étape Mario Cipollini            | Paolo Savoldelli      | Mario Cipollini      | Julio Alberto Pérez Cuapio | Alessio                |
| 19e étape Aitor González             | Paolo Savoldelli      | Mario Cipollini      | Julio Alberto Pérez Cuapio | Alessio                |
| 20e étape Mario Cipollini            | Paolo Savoldelli      | Mario Cipollini      | Julio Alberto Pérez Cuapio | Alessio                |

## Liste des coureurs
| Saeco-Longoni Sport SAE | Saeco-Longoni Sport SAE      | Saeco-Longoni Sport SAE |
| ----------------------- | ---------------------------- | ----------------------- |
| Num                     | Coureur                      | Pos                     |
| 1                       | Gilberto Simoni (ITA)        | NP-12                   |
| 2                       | Igor Astarloa (ESP)          | 53e                     |
| 3                       | Oscar Mason (ITA)            | 56e                     |
| 4                       | Biagio Conte (ITA)           | 101e                    |
| 5                       | Alessio Galletti (ITA)       | 117e                    |
| 6                       | Igor Pugaci (MDA)            | 40e                     |
| 7                       | Marius Sabaliauskas (LTU)    | AB-12                   |
| 8                       | Fabio Sacchi (ITA)           | 58e                     |
| 9                       | Alessandro Spezialetti (ITA) | 48e                     |

| Acqua & Sapone-Cantina Tollo ACQ | Acqua & Sapone-Cantina Tollo ACQ | Acqua & Sapone-Cantina Tollo ACQ |
| -------------------------------- | -------------------------------- | -------------------------------- |
| Num                              | Coureur                          | Pos                              |
| 11                               | Mario Cipollini (ITA)            | 100e                             |
| 12                               | Roberto Conti (ITA)              | 79e                              |
| 13                               | Martin Derganc (SLO)             | 95e                              |
| 14                               | Cristian Gasperoni (ITA)         | 131e                             |
| 15                               | Gabriele Colombo (ITA)           | 130e                             |
| 16                               | Giovanni Lombardi (ITA)          | 87e                              |
| 17                               | Michele Scarponi (ITA)           | 18e                              |
| 18                               | Mario Scirea (ITA)               | 109e                             |
| 19                               | Guido Trenti (ITA)               | 125e                             |

| Alessio ALS | Alessio ALS                | Alessio ALS |
| ----------- | -------------------------- | ----------- |
| Num         | Coureur                    | Pos         |
| 21          | Alessandro Bertolini (ITA) | 83e         |
| 22          | Pietro Caucchioli (ITA)    | 3e          |
| 23          | Daniele De Paoli (ITA)     | 32e         |
| 24          | Angelo Furlan (ITA)        | 128e        |
| 25          | Ivan Gotti (ITA)           | 13e         |
| 26          | Cristian Moreni (ITA)      | 28e         |
| 27          | Vladimir Miholjević (CRO)  | 35e         |
| 28          | Franco Pellizotti (ITA)    | 16e         |
| 29          | Mauro Zanetti (ITA)        | AB-9        |

| Ceramica Panaria-Fiordo PAN | Ceramica Panaria-Fiordo PAN      | Ceramica Panaria-Fiordo PAN |
| --------------------------- | -------------------------------- | --------------------------- |
| Num                         | Coureur                          | Pos                         |
| 31                          | Graeme Brown (AUS)               | HD-6                        |
| 32                          | Julio Alberto Pérez Cuapio (MEX) | 19e                         |
| 33                          | Faat Zakirov (RUS)               | NP-6                        |
| 34                          | Sergiy Matveyev (UKR)            | 54e                         |
| 35                          | Vladimir Duma (UKR)              | 36e                         |
| 36                          | Nicola Chesini (ITA)             | NP-6                        |
| 37                          | Filippo Perfetto (ITA)           | NP-6                        |
| 38                          | Yauheni Seniushkin (BLR)         | 126e                        |
| 39                          | Enrico Degano (ITA)              | 138e                        |

| Colombia-Selle Italia CLM | Colombia-Selle Italia CLM      | Colombia-Selle Italia CLM |
| ------------------------- | ------------------------------ | ------------------------- |
| Num                       | Coureur                        | Pos                       |
| 41                        | Freddy González (COL)          | AB-10                     |
| 42                        | Carlos Alberto Contreras (COL) | NP-3                      |
| 43                        | José Castelblanco (COL)        | 34e                       |
| 44                        | Hernán Darío Muñoz (COL)       | 27e                       |
| 45                        | Ruber Marín (COL)              | 74e                       |
| 46                        | Juan Diego Ramírez (COL)       | AB-16                     |
| 47                        | Jhon Freddy García (COL)       | AB-15                     |
| 48                        | Fortunato Baliani (ITA)        | AB-7                      |
| 49                        | Mikhaylo Khalilov (UKR)        | 84e                       |

| Fassa Bortolo FAS | Fassa Bortolo FAS          | Fassa Bortolo FAS |
| ----------------- | -------------------------- | ----------------- |
| Num               | Coureur                    | Pos               |
| 51                | Michele Bartoli (ITA)      | NP-2              |
| 52                | Wladimir Belli (ITA)       | 16e               |
| 53                | Francesco Casagrande (ITA) | DQ-15             |
| 54                | Serhiy Honchar (UKR)       | 23e               |
| 55                | Alessandro Petacchi (ITA)  | 94e               |
| 56                | Gorazd Štangelj (SLO)      | NP-1              |
| 57                | Matteo Tosatto (ITA)       | 63e               |
| 58                | Dimitri Konyshev (RUS)     | 103e              |
| 59                | Denis Zanette (ITA)        | 119e              |

| Gerolsteiner GST | Gerolsteiner GST       | Gerolsteiner GST |
| ---------------- | ---------------------- | ---------------- |
| Num              | Coureur                | Pos              |
| 61               | Daniele Contrini (ITA) | AB-17            |
| 62               | Gianni Faresin (ITA)   | 21e              |
| 63               | René Haselbacher (AUT) | 106e             |
| 64               | Ellis Rastelli (ITA)   | 123e             |
| 65               | Davide Rebellin (ITA)  | AB-12            |
| 66               | Saulius Ruškys (LTU)   | AB-2             |
| 67               | Torsten Schmidt (GER)  | AB-7             |
| 68               | Georg Totschnig (AUT)  | 7e               |
| 69               | Peter Wrolich (AUT)    | 82e              |

| Index-Alexia Alluminio INA | Index-Alexia Alluminio INA | Index-Alexia Alluminio INA |
| -------------------------- | -------------------------- | -------------------------- |
| Num                        | Coureur                    | Pos                        |
| 71                         | Dario Andriotto (ITA)      | AB-16                      |
| 72                         | Mario Manzoni (ITA)        | 136e                       |
| 73                         | Bo Hamburger (DEN)         | 77e                        |
| 74                         | Paolo Lanfranchi (ITA)     | 41e                        |
| 75                         | Paolo Savoldelli (ITA)     | 1er                        |
| 76                         | Eddy Serri (ITA)           | 140e                       |
| 77                         | Ivan Quaranta (ITA)        | AB-12                      |
| 78                         | Daniele Righi (ITA)        | 85e                        |
| 79                         | Mauro Zinetti (ITA)        | AB-16                      |

| Kelme-Costa Blanca KEL | Kelme-Costa Blanca KEL         | Kelme-Costa Blanca KEL |
| ---------------------- | ------------------------------ | ---------------------- |
| Num                    | Coureur                        | Pos                    |
| 81                     | Ángel Vicioso (ESP)            | 50e                    |
| 82                     | Aitor González (ESP)           | 6e                     |
| 83                     | Isaac Gálvez (ESP)             | 121e                   |
| 84                     | Francisco León Mane (ESP)      | 69e                    |
| 85                     | Juan José de los Ángeles (ESP) | 33e                    |
| 86                     | Jesús Manzano (ESP)            | AB-6                   |
| 87                     | José Cayetano Juliá (ESP)      | 88e                    |
| 88                     | Santiago Pérez (ESP)           | AB-8                   |
| 89                     | Gustavo Otero (ESP)            | 62e                    |

| Lampre-Daikin LAM | Lampre-Daikin LAM         | Lampre-Daikin LAM |
| ----------------- | ------------------------- | ----------------- |
| Num               | Coureur                   | Pos               |
| 91                | Pavel Tonkov (RUS)        | 5e                |
| 92                | Simone Bertoletti (ITA)   | HD-16             |
| 93                | Massimo Codol (ITA)       | NP-14             |
| 94                | Juan Manuel Gárate (ESP)  | 4e                |
| 95                | Gabriele Missaglia (ITA)  | 72e               |
| 96                | Mariano Piccoli (ITA)     | 43e               |
| 97                | Milan Kadlec (CZE)        | 64e               |
| 98                | Maximilian Sciandri (GBR) | 68e               |
| 99                | Sergio Barbero (ITA)      | 66e               |

| Landbouwkrediet-Colnago LAN | Landbouwkrediet-Colnago LAN | Landbouwkrediet-Colnago LAN |
| --------------------------- | --------------------------- | --------------------------- |
| Num                         | Coureur                     | Pos                         |
| 101                         | Rolf Sørensen (DEN)         | 124e                        |
| 102                         | Yaroslav Popovych (UKR)     | 12e                         |
| 103                         | Lorenzo Bernucci (ITA)      | 76e                         |
| 104                         | Domenico Romano (ITA)       | NP-5                        |
| 105                         | Oscar Cavagnis (ITA)        | 120e                        |
| 106                         | Marc Streel (BEL)           | NP-15                       |
| 107                         | Sergej Advejev (UKR)        | 54e                         |
| 108                         | Volodymyr Bileka (UKR)      | 16e                         |
| 109                         | Yuriy Metlushenko (UKR)     | HD-16                       |

| Lotto-Adecco ___ | Lotto-Adecco ___           | Lotto-Adecco ___ |
| ---------------- | -------------------------- | ---------------- |
| Num              | Coureur                    | Pos              |
| 111              | Christophe Detilloux (BEL) | 118e             |
| 112              | Robbie McEwen (AUS)        | NP-11            |
| 113              | Thierry Marichal (BEL)     | 97e              |
| 114              | Stefan van Dijk (NED)      | AB-12            |
| 115              | Kurt Van de Wouwer (BEL)   | 26e              |
| 116              | Kurt Van Lancker (BEL)     | AB-5             |
| 117              | Ief Verbrugghe (BEL)       | AB-12            |
| 118              | Rik Verbrugghe (BEL)       | 9e               |
| 119              | Aart Vierhouten (NED)      | 104e             |

| Mapei-Quick Step MAP | Mapei-Quick Step MAP   | Mapei-Quick Step MAP |
| -------------------- | ---------------------- | -------------------- |
| Num                  | Coureur                | Pos                  |
| 121                  | Paolo Bettini (ITA)    | NP-8                 |
| 122                  | Davide Bramati (ITA)   | 71e                  |
| 123                  | Dario Cioni (ITA)      | 29e                  |
| 124                  | Cadel Evans (AUS)      | 14e                  |
| 125                  | Paolo Fornaciari (ITA) | 92e                  |
| 126                  | Stefano Garzelli (ITA) | NP-10                |
| 127                  | Robert Hunter (RSA)    | AB-6                 |
| 128                  | Daniele Nardello (ITA) | 42e                  |
| 129                  | Andrea Noè (ITA)       | 20e                  |

| Mercatone Uno ___ | Mercatone Uno ___         | Mercatone Uno ___ |
| ----------------- | ------------------------- | ----------------- |
| Num               | Coureur                   | Pos               |
| 131               | Marco Pantani (ITA)       | AB-16             |
| 132               | Andrey Mizourov (KAZ)     | 37e               |
| 133               | Daniel Clavero (ESP)      | NP-5              |
| 134               | Riccardo Forconi (ITA)    | AB-10             |
| 135               | Luca Mazzanti (ITA)       | 67e               |
| 136               | Francesco Secchiari (ITA) | NP-5              |
| 137               | Roberto Sgambelluri (ITA) | NP-12             |
| 138               | Gianmario Ortenzi (ITA)   | 99e               |
| 139               | Fabiano Fontanelli (ITA)  | 135e              |

| Formaggi Trentini ___ | Formaggi Trentini ___     | Formaggi Trentini ___ |
| --------------------- | ------------------------- | --------------------- |
| Num                   | Coureur                   | Pos                   |
| 141                   | Domenico Gualdi (ITA)     | AB-16                 |
| 142                   | Ruggero Marzoli (ITA)     | AB-15                 |
| 143                   | Saša Gajičić (SRB)        | AB-12                 |
| 144                   | Antonio Rizzi (ITA)       | AB-13                 |
| 145                   | Moreno Di Biase (ITA)     | 137e                  |
| 146                   | Denis Bondarenko (RUS)    | 105e                  |
| 147                   | Uroš Murn (SLO)           | 86e                   |
| 148                   | Hector Orlando Mesa (COL) | 80e                   |
| 149                   | Luis Felipe Laverde (COL) | 31e                   |

| Phonak Hearing Systems PHO | Phonak Hearing Systems PHO  | Phonak Hearing Systems PHO |
| -------------------------- | --------------------------- | -------------------------- |
| Num                        | Coureur                     | Pos                        |
| 151                        | Matthias Buxhofer (AUT)     | 55e                        |
| 152                        | Juan Carlos Domínguez (ESP) | 75e                        |
| 153                        | Cédric Fragnière (SUI)      | AB-2                       |
| 154                        | Fabrice Gougot (FRA)        | 127e                       |
| 155                        | Bert Grabsch (GER)          | 61e                        |
| 156                        | Alexandre Moos (SUI)        | 51e                        |
| 157                        | Óscar Pereiro (ESP)         | 11e                        |
| 158                        | Massimo Strazzer (ITA)      | 116e                       |
| 159                        | Sven Teutenberg (GER)       | AB-12                      |

| Rabobank RAB | Rabobank RAB            | Rabobank RAB |
| ------------ | ----------------------- | ------------ |
| Num          | Coureur                 | Pos          |
| 161          | Michael Boogerd (NED)   | 17e          |
| 162          | Jan Boven (NED)         | 57e          |
| 163          | Marc Lotz (NED)         | 70e          |
| 164          | Geert Verheyen (BEL)    | 47e          |
| 165          | Steven de Jongh (NED)   | 98e          |
| 166          | Addy Engels (NED)       | 24e          |
| 167          | Grischa Niermann (GER)  | 22e          |
| 168          | Mathew Hayman (AUS)     | 91e          |
| 169          | Thorwald Veneberg (NED) | 65e          |

| Tacconi Sport ___ | Tacconi Sport ___       | Tacconi Sport ___ |
| ----------------- | ----------------------- | ----------------- |
| Num               | Coureur                 | Pos               |
| 171               | Dario Frigo (ITA)       | 10e               |
| 172               | Ruggero Borghi (ITA)    | AB-3              |
| 173               | Massimo Apollonio (ITA) | 114e              |
| 174               | Eddy Mazzoleni (ITA)    | 15e               |
| 175               | Zoran Klemenčič (SLO)   | HD-16             |
| 176               | Mauro Gerosa (ITA)      | 102e              |
| 177               | Sylwester Szmyd (POL)   | 44e               |
| 178               | Mauro Radaelli (ITA)    | 113e              |
| 179               | Steve Zampieri (SUI)    | 89e               |

| Team Coast COA | Team Coast COA            | Team Coast COA |
| -------------- | ------------------------- | -------------- |
| Num            | Coureur                   | Pos            |
| 181            | Manuel Beltrán (ESP)      | 52e            |
| 182            | André Korff (GER)         | 115e           |
| 183            | Fernando Escartín (ESP)   | 8e             |
| 184            | Fabrizio Guidi (ITA)      | AB-18          |
| 185            | Frank Høj (DEN)           | 107e           |
| 186            | Francisco José Lara (ESP) | 46e            |
| 187            | Lars Michaelsen (DEN)     | 112e           |
| 188            | Raphael Schweda (GER)     | 78e            |
| 189            | Malte Urban (GER)         | 134e           |

| Colpack-Astro CPK | Colpack-Astro CPK       | Colpack-Astro CPK |
| ----------------- | ----------------------- | ----------------- |
| Num               | Coureur                 | Pos               |
| 191               | Denis Lunghi (ITA)      | 30e               |
| 192               | Matteo Carrara (ITA)    | 81e               |
| 193               | Michele Colleoni (ITA)  | AB-16             |
| 194               | Matteo Gigli (ITA)      | 133e              |
| 195               | Leonardo Giordani (ITA) | NP-4              |
| 196               | Renzo Mazzoleni (ITA)   | 96e               |
| 197               | Miguel Ángel Meza (MEX) | 129e              |
| 198               | Hidenori Nodera (JPN)   | 139e              |
| 199               | Vladimir Smirnov (LTU)  | AB-5              |

| CSC-Tiscali CSC | CSC-Tiscali CSC         | CSC-Tiscali CSC |
| --------------- | ----------------------- | --------------- |
| Num             | Coureur                 | Pos             |
| 201             | Carlos Sastre (ESP)     | 38e             |
| 202             | Francisco Cerezo (ESP)  | 59e             |
| 203             | Marcelino García (ESP)  | 39e             |
| 204             | Tyler Hamilton (USA)    | 2e              |
| 205             | Danny Jonasson          | 132e            |
| 206             | Jimmi Madsen (DEN)      | 108e            |
| 207             | Andrea Peron (ITA)      | 73e             |
| 208             | Michael Rasmussen (DEN) | 45e             |
| 209             | Manuel Calvente (ESP)   | 60e             |

| Telekom TEL | Telekom TEL            | Telekom TEL |
| ----------- | ---------------------- | ----------- |
| Num         | Coureur                | Pos         |
| 211         | Ralf Grabsch (GER)     | 111e        |
| 212         | Sergueï Yakovlev (KAZ) | 90e         |
| 213         | Torsten Hiekmann (GER) | 49e         |
| 214         | Jens Heppner (GER)     | NP-18       |
| 215         | Danilo Hondo (GER)     | NP-5        |
| 216         | Kai Hundertmarck (GER) | 93e         |
| 217         | Matthias Kessler (GER) | 25e         |
| 218         | Jan Schaffrath (GER)   | 122e        |
| 219         | Stephan Schreck (GER)  | 110e        |

| Saeco-Longoni Sport SAE | Saeco-Longoni Sport SAE      | Saeco-Longoni Sport SAE |
| ----------------------- | ---------------------------- | ----------------------- |
| Num                     | Coureur                      | Pos                     |
| 1                       | Gilberto Simoni (ITA)        | NP-12                   |
| 2                       | Igor Astarloa (ESP)          | 53e                     |
| 3                       | Oscar Mason (ITA)            | 56e                     |
| 4                       | Biagio Conte (ITA)           | 101e                    |
| 5                       | Alessio Galletti (ITA)       | 117e                    |
| 6                       | Igor Pugaci (MDA)            | 40e                     |
| 7                       | Marius Sabaliauskas (LTU)    | AB-12                   |
| 8                       | Fabio Sacchi (ITA)           | 58e                     |
| 9                       | Alessandro Spezialetti (ITA) | 48e                     |

| Acqua & Sapone-Cantina Tollo ACQ | Acqua & Sapone-Cantina Tollo ACQ | Acqua & Sapone-Cantina Tollo ACQ |
| -------------------------------- | -------------------------------- | -------------------------------- |
| Num                              | Coureur                          | Pos                              |
| 11                               | Mario Cipollini (ITA)            | 100e                             |
| 12                               | Roberto Conti (ITA)              | 79e                              |
| 13                               | Martin Derganc (SLO)             | 95e                              |
| 14                               | Cristian Gasperoni (ITA)         | 131e                             |
| 15                               | Gabriele Colombo (ITA)           | 130e                             |
| 16                               | Giovanni Lombardi (ITA)          | 87e                              |
| 17                               | Michele Scarponi (ITA)           | 18e                              |
| 18                               | Mario Scirea (ITA)               | 109e                             |
| 19                               | Guido Trenti (ITA)               | 125e                             |

| Alessio ALS | Alessio ALS                | Alessio ALS |
| ----------- | -------------------------- | ----------- |
| Num         | Coureur                    | Pos         |
| 21          | Alessandro Bertolini (ITA) | 83e         |
| 22          | Pietro Caucchioli (ITA)    | 3e          |
| 23          | Daniele De Paoli (ITA)     | 32e         |
| 24          | Angelo Furlan (ITA)        | 128e        |
| 25          | Ivan Gotti (ITA)           | 13e         |
| 26          | Cristian Moreni (ITA)      | 28e         |
| 27          | Vladimir Miholjević (CRO)  | 35e         |
| 28          | Franco Pellizotti (ITA)    | 16e         |
| 29          | Mauro Zanetti (ITA)        | AB-9        |

| Ceramica Panaria-Fiordo PAN | Ceramica Panaria-Fiordo PAN      | Ceramica Panaria-Fiordo PAN |
| --------------------------- | -------------------------------- | --------------------------- |
| Num                         | Coureur                          | Pos                         |
| 31                          | Graeme Brown (AUS)               | HD-6                        |
| 32                          | Julio Alberto Pérez Cuapio (MEX) | 19e                         |
| 33                          | Faat Zakirov (RUS)               | NP-6                        |
| 34                          | Sergiy Matveyev (UKR)            | 54e                         |
| 35                          | Vladimir Duma (UKR)              | 36e                         |
| 36                          | Nicola Chesini (ITA)             | NP-6                        |
| 37                          | Filippo Perfetto (ITA)           | NP-6                        |
| 38                          | Yauheni Seniushkin (BLR)         | 126e                        |
| 39                          | Enrico Degano (ITA)              | 138e                        |

| Colombia-Selle Italia CLM | Colombia-Selle Italia CLM      | Colombia-Selle Italia CLM |
| ------------------------- | ------------------------------ | ------------------------- |
| Num                       | Coureur                        | Pos                       |
| 41                        | Freddy González (COL)          | AB-10                     |
| 42                        | Carlos Alberto Contreras (COL) | NP-3                      |
| 43                        | José Castelblanco (COL)        | 34e                       |
| 44                        | Hernán Darío Muñoz (COL)       | 27e                       |
| 45                        | Ruber Marín (COL)              | 74e                       |
| 46                        | Juan Diego Ramírez (COL)       | AB-16                     |
| 47                        | Jhon Freddy García (COL)       | AB-15                     |
| 48                        | Fortunato Baliani (ITA)        | AB-7                      |
| 49                        | Mikhaylo Khalilov (UKR)        | 84e                       |

| Fassa Bortolo FAS | Fassa Bortolo FAS          | Fassa Bortolo FAS |
| ----------------- | -------------------------- | ----------------- |
| Num               | Coureur                    | Pos               |
| 51                | Michele Bartoli (ITA)      | NP-2              |
| 52                | Wladimir Belli (ITA)       | 16e               |
| 53                | Francesco Casagrande (ITA) | DQ-15             |
| 54                | Serhiy Honchar (UKR)       | 23e               |
| 55                | Alessandro Petacchi (ITA)  | 94e               |
| 56                | Gorazd Štangelj (SLO)      | NP-1              |
| 57                | Matteo Tosatto (ITA)       | 63e               |
| 58                | Dimitri Konyshev (RUS)     | 103e              |
| 59                | Denis Zanette (ITA)        | 119e              |

| Gerolsteiner GST | Gerolsteiner GST       | Gerolsteiner GST |
| ---------------- | ---------------------- | ---------------- |
| Num              | Coureur                | Pos              |
| 61               | Daniele Contrini (ITA) | AB-17            |
| 62               | Gianni Faresin (ITA)   | 21e              |
| 63               | René Haselbacher (AUT) | 106e             |
| 64               | Ellis Rastelli (ITA)   | 123e             |
| 65               | Davide Rebellin (ITA)  | AB-12            |
| 66               | Saulius Ruškys (LTU)   | AB-2             |
| 67               | Torsten Schmidt (GER)  | AB-7             |
| 68               | Georg Totschnig (AUT)  | 7e               |
| 69               | Peter Wrolich (AUT)    | 82e              |

| Index-Alexia Alluminio INA | Index-Alexia Alluminio INA | Index-Alexia Alluminio INA |
| -------------------------- | -------------------------- | -------------------------- |
| Num                        | Coureur                    | Pos                        |
| 71                         | Dario Andriotto (ITA)      | AB-16                      |
| 72                         | Mario Manzoni (ITA)        | 136e                       |
| 73                         | Bo Hamburger (DEN)         | 77e                        |
| 74                         | Paolo Lanfranchi (ITA)     | 41e                        |
| 75                         | Paolo Savoldelli (ITA)     | 1er                        |
| 76                         | Eddy Serri (ITA)           | 140e                       |
| 77                         | Ivan Quaranta (ITA)        | AB-12                      |
| 78                         | Daniele Righi (ITA)        | 85e                        |
| 79                         | Mauro Zinetti (ITA)        | AB-16                      |

| Kelme-Costa Blanca KEL | Kelme-Costa Blanca KEL         | Kelme-Costa Blanca KEL |
| ---------------------- | ------------------------------ | ---------------------- |
| Num                    | Coureur                        | Pos                    |
| 81                     | Ángel Vicioso (ESP)            | 50e                    |
| 82                     | Aitor González (ESP)           | 6e                     |
| 83                     | Isaac Gálvez (ESP)             | 121e                   |
| 84                     | Francisco León Mane (ESP)      | 69e                    |
| 85                     | Juan José de los Ángeles (ESP) | 33e                    |
| 86                     | Jesús Manzano (ESP)            | AB-6                   |
| 87                     | José Cayetano Juliá (ESP)      | 88e                    |
| 88                     | Santiago Pérez (ESP)           | AB-8                   |
| 89                     | Gustavo Otero (ESP)            | 62e                    |

| Lampre-Daikin LAM | Lampre-Daikin LAM         | Lampre-Daikin LAM |
| ----------------- | ------------------------- | ----------------- |
| Num               | Coureur                   | Pos               |
| 91                | Pavel Tonkov (RUS)        | 5e                |
| 92                | Simone Bertoletti (ITA)   | HD-16             |
| 93                | Massimo Codol (ITA)       | NP-14             |
| 94                | Juan Manuel Gárate (ESP)  | 4e                |
| 95                | Gabriele Missaglia (ITA)  | 72e               |
| 96                | Mariano Piccoli (ITA)     | 43e               |
| 97                | Milan Kadlec (CZE)        | 64e               |
| 98                | Maximilian Sciandri (GBR) | 68e               |
| 99                | Sergio Barbero (ITA)      | 66e               |

| Landbouwkrediet-Colnago LAN | Landbouwkrediet-Colnago LAN | Landbouwkrediet-Colnago LAN |
| --------------------------- | --------------------------- | --------------------------- |
| Num                         | Coureur                     | Pos                         |
| 101                         | Rolf Sørensen (DEN)         | 124e                        |
| 102                         | Yaroslav Popovych (UKR)     | 12e                         |
| 103                         | Lorenzo Bernucci (ITA)      | 76e                         |
| 104                         | Domenico Romano (ITA)       | NP-5                        |
| 105                         | Oscar Cavagnis (ITA)        | 120e                        |
| 106                         | Marc Streel (BEL)           | NP-15                       |
| 107                         | Sergej Advejev (UKR)        | 54e                         |
| 108                         | Volodymyr Bileka (UKR)      | 16e                         |
| 109                         | Yuriy Metlushenko (UKR)     | HD-16                       |

| Lotto-Adecco ___ | Lotto-Adecco ___           | Lotto-Adecco ___ |
| ---------------- | -------------------------- | ---------------- |
| Num              | Coureur                    | Pos              |
| 111              | Christophe Detilloux (BEL) | 118e             |
| 112              | Robbie McEwen (AUS)        | NP-11            |
| 113              | Thierry Marichal (BEL)     | 97e              |
| 114              | Stefan van Dijk (NED)      | AB-12            |
| 115              | Kurt Van de Wouwer (BEL)   | 26e              |
| 116              | Kurt Van Lancker (BEL)     | AB-5             |
| 117              | Ief Verbrugghe (BEL)       | AB-12            |
| 118              | Rik Verbrugghe (BEL)       | 9e               |
| 119              | Aart Vierhouten (NED)      | 104e             |

| Mapei-Quick Step MAP | Mapei-Quick Step MAP   | Mapei-Quick Step MAP |
| -------------------- | ---------------------- | -------------------- |
| Num                  | Coureur                | Pos                  |
| 121                  | Paolo Bettini (ITA)    | NP-8                 |
| 122                  | Davide Bramati (ITA)   | 71e                  |
| 123                  | Dario Cioni (ITA)      | 29e                  |
| 124                  | Cadel Evans (AUS)      | 14e                  |
| 125                  | Paolo Fornaciari (ITA) | 92e                  |
| 126                  | Stefano Garzelli (ITA) | NP-10                |
| 127                  | Robert Hunter (RSA)    | AB-6                 |
| 128                  | Daniele Nardello (ITA) | 42e                  |
| 129                  | Andrea Noè (ITA)       | 20e                  |

| Mercatone Uno ___ | Mercatone Uno ___         | Mercatone Uno ___ |
| ----------------- | ------------------------- | ----------------- |
| Num               | Coureur                   | Pos               |
| 131               | Marco Pantani (ITA)       | AB-16             |
| 132               | Andrey Mizourov (KAZ)     | 37e               |
| 133               | Daniel Clavero (ESP)      | NP-5              |
| 134               | Riccardo Forconi (ITA)    | AB-10             |
| 135               | Luca Mazzanti (ITA)       | 67e               |
| 136               | Francesco Secchiari (ITA) | NP-5              |
| 137               | Roberto Sgambelluri (ITA) | NP-12             |
| 138               | Gianmario Ortenzi (ITA)   | 99e               |
| 139               | Fabiano Fontanelli (ITA)  | 135e              |

| Formaggi Trentini ___ | Formaggi Trentini ___     | Formaggi Trentini ___ |
| --------------------- | ------------------------- | --------------------- |
| Num                   | Coureur                   | Pos                   |
| 141                   | Domenico Gualdi (ITA)     | AB-16                 |
| 142                   | Ruggero Marzoli (ITA)     | AB-15                 |
| 143                   | Saša Gajičić (SRB)        | AB-12                 |
| 144                   | Antonio Rizzi (ITA)       | AB-13                 |
| 145                   | Moreno Di Biase (ITA)     | 137e                  |
| 146                   | Denis Bondarenko (RUS)    | 105e                  |
| 147                   | Uroš Murn (SLO)           | 86e                   |
| 148                   | Hector Orlando Mesa (COL) | 80e                   |
| 149                   | Luis Felipe Laverde (COL) | 31e                   |

| Phonak Hearing Systems PHO | Phonak Hearing Systems PHO  | Phonak Hearing Systems PHO |
| -------------------------- | --------------------------- | -------------------------- |
| Num                        | Coureur                     | Pos                        |
| 151                        | Matthias Buxhofer (AUT)     | 55e                        |
| 152                        | Juan Carlos Domínguez (ESP) | 75e                        |
| 153                        | Cédric Fragnière (SUI)      | AB-2                       |
| 154                        | Fabrice Gougot (FRA)        | 127e                       |
| 155                        | Bert Grabsch (GER)          | 61e                        |
| 156                        | Alexandre Moos (SUI)        | 51e                        |
| 157                        | Óscar Pereiro (ESP)         | 11e                        |
| 158                        | Massimo Strazzer (ITA)      | 116e                       |
| 159                        | Sven Teutenberg (GER)       | AB-12                      |

| Rabobank RAB | Rabobank RAB            | Rabobank RAB |
| ------------ | ----------------------- | ------------ |
| Num          | Coureur                 | Pos          |
| 161          | Michael Boogerd (NED)   | 17e          |
| 162          | Jan Boven (NED)         | 57e          |
| 163          | Marc Lotz (NED)         | 70e          |
| 164          | Geert Verheyen (BEL)    | 47e          |
| 165          | Steven de Jongh (NED)   | 98e          |
| 166          | Addy Engels (NED)       | 24e          |
| 167          | Grischa Niermann (GER)  | 22e          |
| 168          | Mathew Hayman (AUS)     | 91e          |
| 169          | Thorwald Veneberg (NED) | 65e          |

| Tacconi Sport ___ | Tacconi Sport ___       | Tacconi Sport ___ |
| ----------------- | ----------------------- | ----------------- |
| Num               | Coureur                 | Pos               |
| 171               | Dario Frigo (ITA)       | 10e               |
| 172               | Ruggero Borghi (ITA)    | AB-3              |
| 173               | Massimo Apollonio (ITA) | 114e              |
| 174               | Eddy Mazzoleni (ITA)    | 15e               |
| 175               | Zoran Klemenčič (SLO)   | HD-16             |
| 176               | Mauro Gerosa (ITA)      | 102e              |
| 177               | Sylwester Szmyd (POL)   | 44e               |
| 178               | Mauro Radaelli (ITA)    | 113e              |
| 179               | Steve Zampieri (SUI)    | 89e               |

| Team Coast COA | Team Coast COA            | Team Coast COA |
| -------------- | ------------------------- | -------------- |
| Num            | Coureur                   | Pos            |
| 181            | Manuel Beltrán (ESP)      | 52e            |
| 182            | André Korff (GER)         | 115e           |
| 183            | Fernando Escartín (ESP)   | 8e             |
| 184            | Fabrizio Guidi (ITA)      | AB-18          |
| 185            | Frank Høj (DEN)           | 107e           |
| 186            | Francisco José Lara (ESP) | 46e            |
| 187            | Lars Michaelsen (DEN)     | 112e           |
| 188            | Raphael Schweda (GER)     | 78e            |
| 189            | Malte Urban (GER)         | 134e           |

| Colpack-Astro CPK | Colpack-Astro CPK       | Colpack-Astro CPK |
| ----------------- | ----------------------- | ----------------- |
| Num               | Coureur                 | Pos               |
| 191               | Denis Lunghi (ITA)      | 30e               |
| 192               | Matteo Carrara (ITA)    | 81e               |
| 193               | Michele Colleoni (ITA)  | AB-16             |
| 194               | Matteo Gigli (ITA)      | 133e              |
| 195               | Leonardo Giordani (ITA) | NP-4              |
| 196               | Renzo Mazzoleni (ITA)   | 96e               |
| 197               | Miguel Ángel Meza (MEX) | 129e              |
| 198               | Hidenori Nodera (JPN)   | 139e              |
| 199               | Vladimir Smirnov (LTU)  | AB-5              |

| CSC-Tiscali CSC | CSC-Tiscali CSC         | CSC-Tiscali CSC |
| --------------- | ----------------------- | --------------- |
| Num             | Coureur                 | Pos             |
| 201             | Carlos Sastre (ESP)     | 38e             |
| 202             | Francisco Cerezo (ESP)  | 59e             |
| 203             | Marcelino García (ESP)  | 39e             |
| 204             | Tyler Hamilton (USA)    | 2e              |
| 205             | Danny Jonasson          | 132e            |
| 206             | Jimmi Madsen (DEN)      | 108e            |
| 207             | Andrea Peron (ITA)      | 73e             |
| 208             | Michael Rasmussen (DEN) | 45e             |
| 209             | Manuel Calvente (ESP)   | 60e             |

| Telekom TEL | Telekom TEL            | Telekom TEL |
| ----------- | ---------------------- | ----------- |
| Num         | Coureur                | Pos         |
| 211         | Ralf Grabsch (GER)     | 111e        |
| 212         | Sergueï Yakovlev (KAZ) | 90e         |
| 213         | Torsten Hiekmann (GER) | 49e         |
| 214         | Jens Heppner (GER)     | NP-18       |
| 215         | Danilo Hondo (GER)     | NP-5        |
| 216         | Kai Hundertmarck (GER) | 93e         |
| 217         | Matthias Kessler (GER) | 25e         |
| 218         | Jan Schaffrath (GER)   | 122e        |
| 219         | Stephan Schreck (GER)  | 110e        |